# Distretto di Ráckeve
Il distretto di Ráckeve (in ungherese Ráckevei járás) è un distretto dell'Ungheria, situato nella provincia di Pest.